# Mesophleps oxycedrella
Mesophleps oxycedrella is een vlinder uit de familie tastermotten (Gelechiidae). De wetenschappelijke naam is voor het eerst geldig gepubliceerd in 1871 door Millière.
De soort komt voor in Europa.